# Vöcklabruck (district)
Het politieke district Bezirk Vöcklabruck ligt in het zuidwesten van de Oostenrijkse deelstaat Opper-Oostenrijk, in het noorden van Oostenrijk. Het district grenst aan de deelstaat Salzburg en ligt niet ver van de grens met Duitsland. Het district heeft ongeveer 127.000 inwoners. Het bestaat uit een aantal gemeenten.

## Gemeenten
1. Ampflwang im Hausruckwald (3613)
2. Attersee (1496)
3. Attnang-Puchheim (8782)
4. Atzbach (1154)
5. Aurach am Hongar (1585)
6. Berg im Attergau (990)
7. Desselbrunn (1534)
8. Fornach (863)
9. Frankenburg am Hausruck (5110)
10. Frankenmarkt (3508)
11. Gampern (2472)
12. Innerschwand (1050)
13. Lenzing (5049)
14. Manning (829)
15. Mondsee (3207)
16. Neukirchen an der Vöckla (2530)
17. Niederthalheim (1076)
18. Nußdorf am Attersee (1096)
19. Oberhofen am Irrsee (1335)
20. Oberndorf bei Schwanenstadt (1351)
21. Oberwang (1572)
22. Ottnang am Hausruck (3745)
23. Pfaffing (1372)
24. Pilsbach (630)
25. Pitzenberg (495)
26. Pöndorf (2232)
27. Puchkirchen am Trattberg (948)
28. Pühret (573)
29. Redleiten (465)
30. Redlham (1309)
31. Regau (5815)
32. Rüstorf (1988)
33. Rutzenham (236)
34. Schlatt (1338)
35. Schörfling am Attersee (3170)
36. Schwanenstadt (4143)
37. Seewalchen am Attersee (4761)
38. Sankt Georgen im Attergau (4032)
39. Sankt Lorenz (2010)
40. Steinbach am Attersee (913)
41. Straß im Attergau (1481)
42. Tiefgraben (3071)
43. Timelkam (5812)
44. Ungenach (1349)
45. Unterach am Attersee (1496)
46. Vöcklabruck (11.715)
47. Vöcklamarkt (4765)
48. Weißenkirchen im Attergau (964)
49. Weyregg am Attersee (1503)
50. Wolfsegg am Hausruck (1983)
51. Zell am Moos (1390)
52. Zell am Pettenfirst (1223)